# إيدجووتر (فلوريدا)
إيدجووتر، مقاطعة فولوسيا (بالإنجليزية: Edgewater, Volusia County, Florida)‏ هي مدينة تقع في مقاطعة فولوسيا (فلوريدا) بولاية فلوريدا في الولايات المتحدة. تأسست عام 1951، تبلغ مساحتها  (كم²)، وترتفع عن سطح البحر  م، بلغ عدد سكانها 20750 نسمة في عام 2010 حسب إحصاء مكتب تعداد الولايات المتحدة .